# Електрохромія
Електрохромія (рос. электрохромия, англ. electrochromism) — зміна кольору речовини під дією прикладеної електричної напруги. Зустрічається у випадку бістабільних сполук, де можливе електрохімічне перемикання двох кольорів, яке викликається генеруванням різних редокс-станів хімічної частинки, що мають різні електронні смуги поглинання.